# Gerstaeckerus dalatensis
Gerstaeckerus dalatensis is een keversoort uit de familie zwamkevers (Endomychidae). De wetenschappelijke naam van de soort werd in 1928 gepubliceerd door Maurice Pic.